# Boris Awruch
Boris Awruch (hebräisch בוריס אברוך, FIDE-Schreibweise Boris Avrukh; * 10. Februar 1978 in Qaraghandy) ist ein israelischer Schachspieler kasachischer Herkunft. 1993 wurde er Internationaler Meister und seit 1997 ist er Großmeister.

## Leben
Noch für die Sowjetunion startend, gewann Awruch 1990 die Jugendweltmeisterschaft U-12 in Fond du Lac. Im Jahre 1995 wanderte er nach Israel aus. Seit 1998 gehört er zur ständigen Besetzung der israelischen Nationalmannschaft, mit der er bis 2012 an sieben (1998, 2000, 2002, 2004, 2006, 2008 und 2012) Schacholympiaden teilnahm. Hierbei errang er drei Medaillen: Gold 1998 als bester Zweitreservist, Bronze 2006 als bester Spieler am vierten Brett, Silber bei der Schacholympiade 2008 in Dresden mit der Mannschaft.
Im Jahre 2005 spielte er in der Nationalauswahl bei der Mannschaftsweltmeisterschaft in Beʾer Scheva und errang Bronze für sein Ergebnis an Brett vier. Außerdem gewann er viermal Silber bei Mannschaftseuropameisterschaften, an denen er insgesamt sechsmal (1999, 2001, 2003, 2005, 2007 und 2009) teilnahm: zweimal mit der Mannschaft (2003 und 2005) sowie zweimal für sein Individualergebnis (2005 für das Ergebnis am vierten Brett, sowie aufgrund seiner Eloperformance). Von 2007 bis 2009 spielte er in der deutschen Schachbundesliga für den SC Remagen, in der Saison 2014/15 für den SK Schwäbisch Hall. In der niederländischen Meesterklasse spielte Awrukh in der Saison 2003/04 beim BIS Beamer Team, in der französischen Top 12 in der Saison 2010/11 bei Lutèce Echecs, in der spanischen Mannschaftsmeisterschaft spielte er 2008 für Sestao Naturgas Energia XT. In der russischen Mannschaftsmeisterschaft spielte er 2008 für Schatar Burjatien, in Israel für den Beʾer Sheva Chess Club und den Aschdod City Club, mit denen er insgesamt an 15 Austragungen des European Club Cups teilnahm.
Bei internationalen Turnieren gelangen ihm zahlreiche Erfolge: Er gewann unter anderem 2000 beim B-Turnier in Wijk aan Zee (geteilt mit Sergey Tiviakov und Alexander Onischuk), in Biel (Meisterturnier) 2000, 2002, 2004 und 2006, sowie in Andorra 2001. In den Jahren 2000 (geteilt mit Alik Gershon) und 2008 wurde er israelischer Landesmeister. 2009 gelangen ihm geteilte erste Plätze beim Politiken-Cup in Kopenhagen (wo er u. a. Wladimir Malachow besiegte) und dem Jubiläums-Open der Schachgesellschaft Zürich (wo er u. a. gegen Alexander Morosewitsch gewinnen konnte).
Im Jahre 2001 nahm er in Moskau an der FIDE-Weltmeisterschaft im K.-o.-System teil, schied allerdings in der ersten Runde gegen Bartłomiej Macieja aus.
Im Jahre 2008 veröffentlichte er den ersten Band von 1. d4 ISBN 1-906552-05-3. Darin stellt er ein Eröffnungsrepertoire für Weiß vor, in dem die Katalanische Eröffnung eine zentrale Rolle spielt. Band 2 ISBN 1-906552-33-9 erschien 2010.
Awruch ist auch als Trainer und Sekundant tätig. Beim NH Chess Tournament 2010 betreute er Fabiano Caruana, weiterhin arbeitete er mit Teymur Rəcəbov, Wladimir Kramnik, Boris Gelfand und Wesley So zusammen. 2012 erhielt Boris Awruch den Titel FIDE Senior Trainer.
Seit 2014 lebt Awruch mit seiner Familie in den Vereinigten Staaten.